# Kombiticket

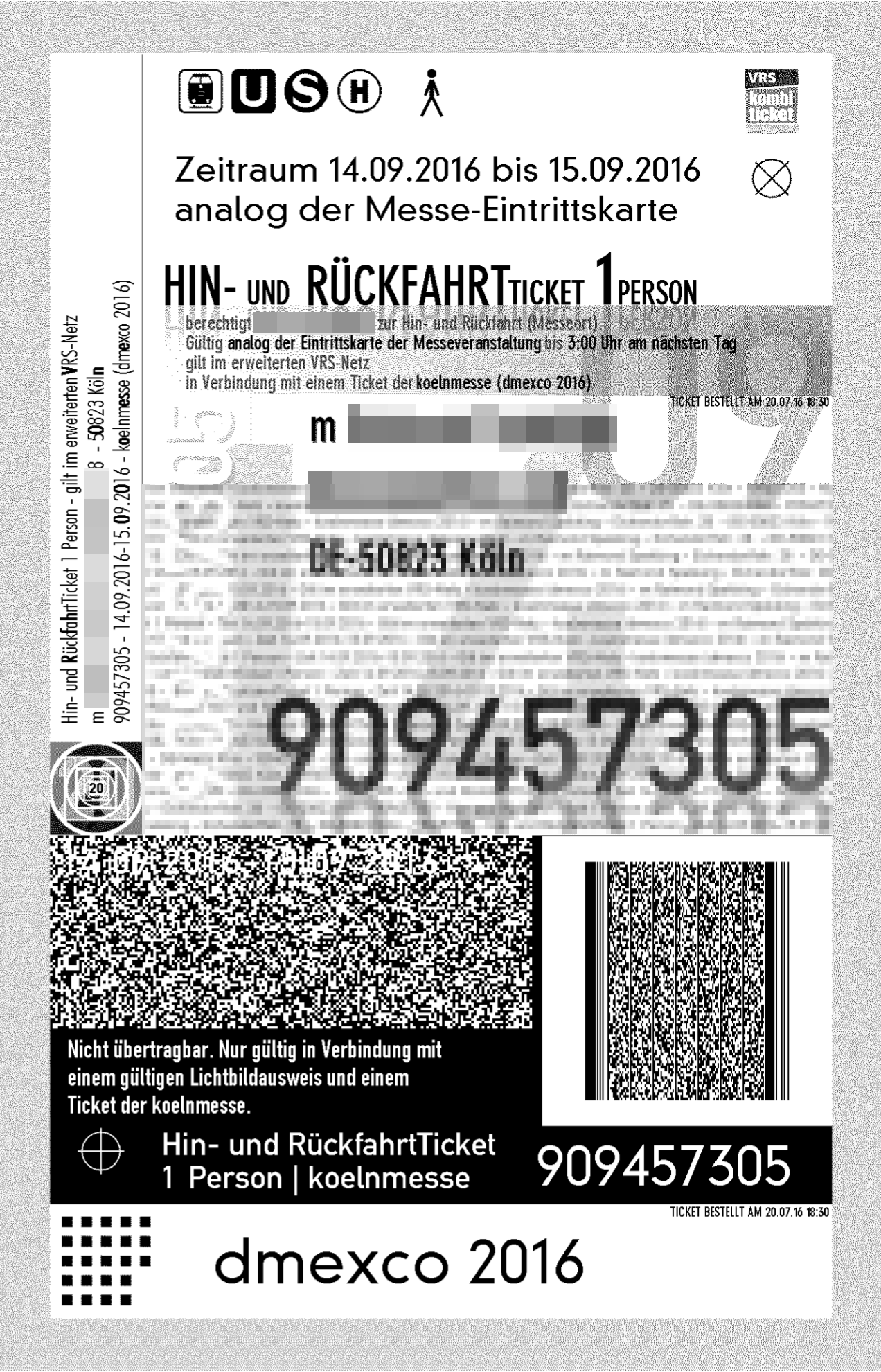
Kombiticket für die Fahrt im VRS zur dmexco

Mit Kombiticket wird häufig eine Eintrittskarte zu einer Veranstaltung bezeichnet, die zusätzlich die kostenlose Nutzung des öffentlichen Personennahverkehrs im jeweiligen Verkehrsverbund zur An- und Abfahrt erlaubt. 
Kombitickets werden bei Veranstaltungen mit großem Besucheraufkommen wie Messen und vor allem im sportlichen und kulturellen Bereich (Fußballspiele oder Popkonzerte) angeboten. Die Anbieter zahlen dafür einen bestimmten Betrag pro ausgegebenem Ticket an die jeweiligen Verkehrsgesellschaften, welche dafür die entsprechende Beförderung bereitstellen.
Darüber hinaus kann der Begriff Kombiticket auch für jede andere Art von Kombination von Eintrittskarten oder Eintrittskarte und Leistung stehen, zum Beispiel Mehrtagesticket oder Ticket und Essensgutschein.